# Mayabina pliculosa
Mayabina pliculosa es una especie de un caracol pulmonado de agua dulce. Se distribuye en la región neotropical. Pertenece a la familia Physidae. Inicialmente se ubicaba dentro del género Aplexa, pero recientemente se le reubica dentro del género Mayabina.

## Comportamiento
Este caracol utiliza la inmersión súbita como mecanismo de escape. Algunos posibles depredadores de estos caracoles son aves y mamíferos.
El traslado vertical en la columna de agua, se realiza utilizando un hilo de mucus que secreta el caracol desde el fondo hasta la superficie del agua, el cual pueden utilizar al buscar alimento o para salir a respirar. Cuando el alimento se encuentra lejos, estos caracoles pueden deslizarse sobre la superficie del agua hasta llegar a su alimento. 
No se ha observado un proceso de cortejo. Durante la cópula los dos individuos actúan simultáneamente como macho y hembra, ya que son hermafroditas. Posteriormente el caracol deposita los huevos dentro de una cápsula gelatinosa adherida a la vegetación subacuática. Los huevos pueden ser consumidos por microcrustáceos, oligoquetos y parásitos tremátodos.

## Distribución y hábitat
Se encuentra en una variedad de hábitats, incluyendo ríos, riachuelos, lagos, lagunas y charcas pequeñas; así como espacios intervenidos por el humano como abrevaderos de ganado, canales de irrigación y caños residenciales. Sobrevive en espacios donde pueda mantenerse sumergido, y puede soportar espacios con alto contenido orgánico.
Se estima que su resistencia máxima a la desecación es de 74 horas. La mortalidad aumenta con el tiempo de desecación.

## Alimentación
Los jóvenes se alimentan de flores del lirio de agua Eichhornia crassipes (Pomederiaceae). Los adultos también consumen otras especies de microflora acuática. 
En laboratorio se logran mantener individuos en un ambiente controlado. En este caso se pueden alimentar con papel higiénico, lirio de agua y tiza.